# Violet Heming
Pour les personnes ayant le même prénom, voir Violet (homonymie).
Violet Heming est une actrice britannique née le 27 janvier 1895 à Leeds (Royaume-Uni), morte le 4 juillet 1981 à New York (États-Unis).

## Filmographie
- 1910 : The Woman Hater : Lou Bennett
- 1910 : Tempest and Sunshine
- 1910 : The Mermaid : Ethel
- 1910 : Lena Rivers
- 1910 : Paul and Virginia : Virginia
- 1912 : The Silent Witness
- 1915 : The Running Fight : Leslie Wilkinson
- 1917 : Danger Trail : Meleese Thoreau
- 1917 : The Judgement House : Jasmine Grenfel
- 1918 : Les Jeux du sort (The Turn of the Wheel), de Reginald Barker : Bertha Grey
- 1919 : The Common Cause : Britannia (prologue)
- 1919 : Winning His Wife
- 1919 : Everywoman de George Melford
- 1920 : Les erreurs qui se paient (The Cost) de Harley Knoles : Pauline Gardner
- 1922 : When the Desert Calls : Louise Caldwell
- 1929 : The Knife
- 1932 : L'Homme qui jouait à être Dieu (The Man who Played God), de John G. Adolfi : Mildred Miller
- 1932 : Almost Married (en) de William Cameron Menzies : Anita Mellikovna